# Walter Weinbach
Walter Weinbach (* 1943 in Horchheim) ist ein deutscher Verwaltungsjurist und Kommunalpolitiker (CDU).

## Werdegang
Weinbach erwarb das Abitur am Johannes-Gymnasium in Niederlahnstein und studierte im Anschluss Rechtswissenschaften in Köln und Bonn. Das erste juristische Staatsexamen legte er 1968 am Oberlandesgericht Köln ab, das zweite 1971 am Oberlandesgericht Koblenz. 1971 wurde er Regierungsrat beim Unterwesterwaldkreis, 1973 Referent bei der Bezirksregierung Koblenz und 1975 Erster Beigeordneter der Verbandsgemeinde Weißenthurm.
Am 5. Oktober 1977 wurde er zum Bürgermeister der Verbandsgemeinde Weißenthurm gewählt. Drei Mal wurde er in seinem Amt bestätigt. Nach 32 Jahren und 9 Monaten im Amt wurde er am 25. Juni 2010 als dienstältester hauptamtlicher Bürgermeister in Rheinland-Pfalz in den Ruhestand versetzt. Weinbach hatte entschieden, die Amtsgeschäfte acht Monate vor Ablauf seiner Amtszeit zu übergeben, damit sein Nachfolger gleichzeitig mit der Bundestagswahl 2009 gewählt werden konnte.

## Ehrungen
- 2011: Verdienstkreuz am Bande der Bundesrepublik Deutschland[2]